# Čuvar
Čuvar ili noćni čuvar (eng. watchman), u prošlosti, dužnosnik nekog naseljenog mjesta koji je provodio mjere zaštite ljudi i dobara, osobito u noćnim satima. Zanimanje noćnog čuvara pojavljuje se u ranim fazama ljudske povijesti i opada u 19. stoljeću kada ovlasti noćnih čuvara uglavnom preuzima novouspostavljena policija. Ipak, pojam i ovlasti se zadržavaju i danas u okvirima privatne zaštite koja pruža usluge zaštite ljudi i imovine.
U Hrvatskoj, čuvar je ovlaštena osoba koja obavlja poslove tjelesne zaštite osoba i imovine uz primjenu odgovarajućih ovlasti propisanih zakonom, a čije su ovlasti ograničenje u odnosu na ovlasti zaštitara. Čuvar može svoj posao obavljati u noćnoj smjeni, ali i u dnevnoj.

## Ovlasti čuvara u Republici Hrvatskoj
Ovlasti čuvara u Hrvatskoj propisane su Zakonom o privatnoj zaštiti (NN 16/2020) u kojem se navodi da je čuvar ovlaštena osoba koja obavlja poslove tjelesne zaštite osoba i imovine uz ograničenu primjenu ovlasti propisanu ovim Zakonom. Čuvari imaju sve ovlasti zaštitara, osim primjene sredstava prisile kao što su uporaba tjelesne snage, korištenje vatrenog oružja i raspršivača dozvoljenih neškodljivih tvari, korištenje sredstava za vezivanje i uporabe zaštitarskog psa. Čuvar može iznimno koristiti ovlasti provedbe privremena ograničenja kretanja osobe, odnosno, narediti osobi da ne napušta mjesto događaja do dolaska policije, ali ako osoba ne posluša naredbu, mora obavijestiti zaštitara ili dojavni centar. Među dozvoljene ovlasti čuvara ubrajaju se provjera identiteta osoba, davanje upozorenja i naredbi, privremeno ograničenje slobode kretanja, pregled osoba, predmeta i prometnih sredstava i osiguranje mjesta događaja.

## Vanjske poveznice
- Zakon o privatnoj zaštiti – Narodne novine
- Čuvar – Rječnik Britannice (engl.)
- Čuvari, tragači zlata i prijenosnici preminulih od kuge – artinsociety.com (engl.)